# Siegfried Hansen

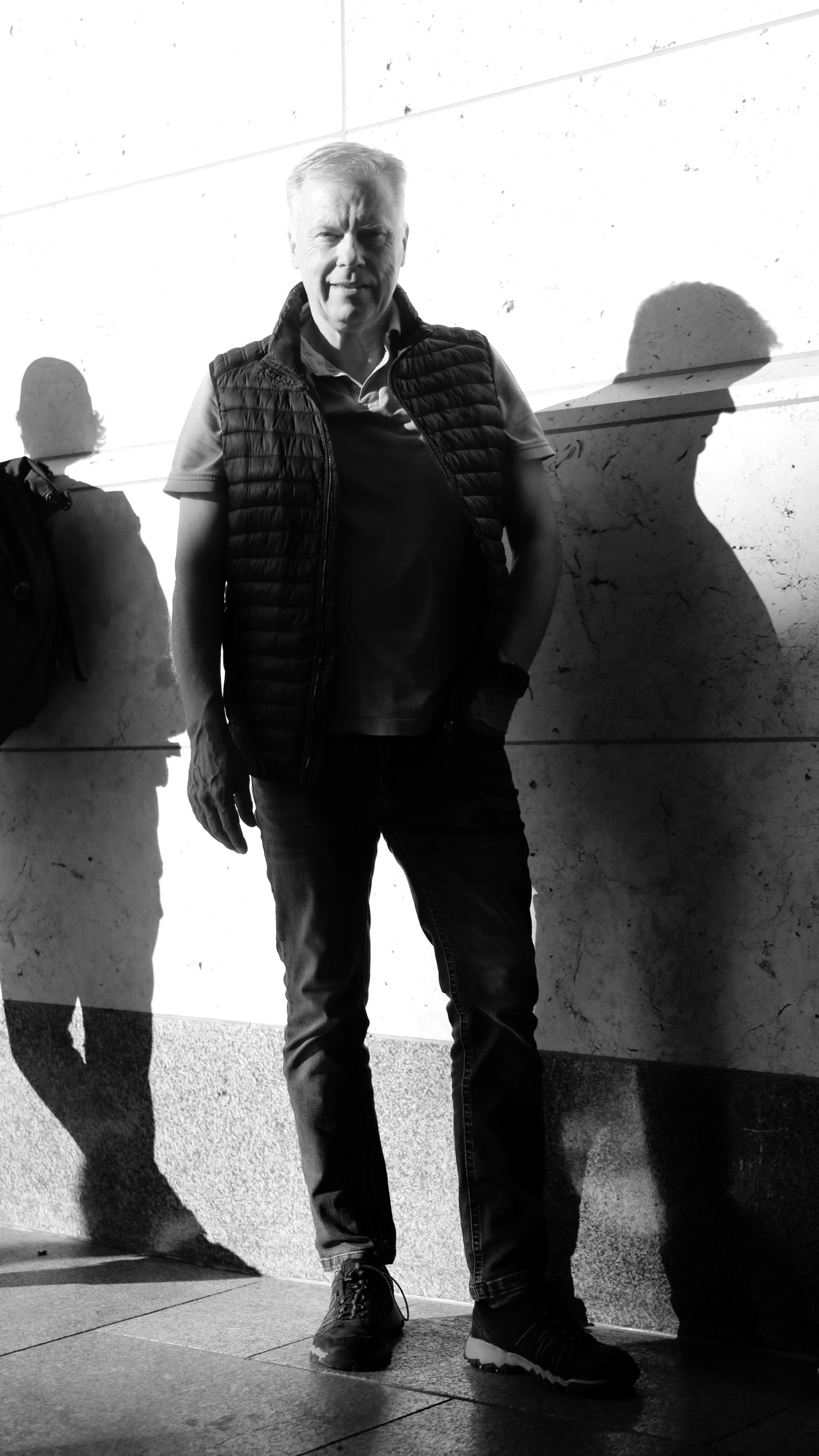
Siegfried Hansen

Siegfried Hansen (* 24. März 1961 in Meldorf) ist ein deutscher Fotograf.

## Leben
Er orientiert sich auf die Straßenfotografie. Seine Bilder sind oft vielschichtig komponiert und werden von grafischen Elementen dominiert.
Er organisiert und führt Fotografie-Workshops in Deutschland und im Ausland. Das Konzept basiert auf seinem „PILOT“-System (Place, Inspiration, Level, Object, Theme), das das Rückgrat seiner langjährigen fotografischen Erfahrung darstellt. In diesem Sinne werden Orte, Ideen, Ebenen, Objekte und Themen zu den Ausgangspunkten der Straßenfotografie. Die allmähliche Festigung dieses Systems verfeinert die Wahrnehmung der Objekte und Themen. Fotografien können dann zu thematisch und formal kohärenten Bildserien zusammengestellt werden. Gemeinsam mit Pia Parolin beschrieb er das Thema im Sachbuch Mit offenen Augen.
2014-2018 war er Mitglied der internationalen Gruppe der Straßenfotografen In Public. 2017 war er auf Sky Arts als Mentor für die Fernsehserie Master of Photography zu sehen. Er ist Mitbegründer des Festivals German Street Photography, Gründungsmitglied der Plattform The German Street Photography Site und Mitglied des Fotokollektivs UP Photographers.
Hansen lebt in Hamburg.

## Veröffentlichungen
- Siegfried Hansen, Pia Parolin: Praxisbuch Streetfotografie; dpunkt Verlag, 2024; ISBN 9783988890177; ISBN 9783988901774
- Siegfried Hansen, Pia Parolin: Mit offenen Augen; dpunkt Verlag, 2021; ISBN 978-3-86490-855-2; ISBN 978-3-96910-588-7; ISBN 978-3-96910-587-0
- Siegfried Hansen: The Flow of the Lines, Monografie; Eyeshot Publisher, 2020; ISBN 979-12-80238-01-6
- Autorengemeinschaft: Streetfotografie – made in Germany; Rheinwerk Verlag, 2018; ISBN 3-8362-9339-0; ISBN 978-3-8362-9339-6
- Siegfried Hansen: Hold the Line, Monografie; Kettler Verlag, 2015; ISBN 978-3-86206-435-9

## Ausstellungen

### Einzelausstellungen
- 2020; Indian Photo Festival, Hyderabad, Indien[7]
- 2016; Fenster 61; Berlin
- 2016; Palais für aktuelle Kunst; Glückstadt
- 2015; Freelens; Hamburg
- 2012; Galerie Kunstnah; Hamburg
- 2008; 4. Triennale der Photographie; Hamburg

### Gruppenausstellungen – Galerien, Festivals
- 2021; Leica Gallery, Singapur
- 2021; Photopia; German Streetfestival, Hamburg
- 2020; Europäischer Monat der Fotografie; Berlin
- 2020; Stand der Dinge; Erste Reihe Gallery[8]; Hamburg
- 2020; Street.Life.Photography; Fotomuseum Winterthur[9], Schweiz
- 2019; Street.Life.Photography; Kunsthaus Wien[10], Österreich
- 2018; Street.Life.Photography; Haus der Photographie, Hamburg (Deichtorhallen)[11]
- 2016; Fotografie di Strada[12]; Goethe-Institut; Museo di Roma;Trastevere, Italien
- 2014; Miami Street Photography Festival; Miami, USA
- 2014; Outdoor Photographic Exhibition with „the Line“ at the Fence; Boston, USA
- 2013; Miami Street Photography Festival at the Miami Art Basel, Miami, USA
- 2012; London Festival of Photography; London, UK
- 2012; Galerie Anzensberger; Seconds2Real; Wien, Österreich
- 2012; Street Photography Now; Krakow, London, Paris, Berlin, Brügge
- 2011; Gallery Hertz Louisville; Kentucky, USA
- 2007; Photo Festival Recontres; Arles, Francie

## Auszeichnungen
- 2019 Finalist Miami Street Photography Festival
- 2019 Finale SPI Streetphotography International
- 2018 Deutscher Fotobuchpreis: dritter Platz – German Streetfotografie
- 2015 Deutscher Fotobuchpreis: nominace – Hold the Line
- 2015 Shortlisted Paris Photo Aperture[13], Kategorie „First Book“ – Hold the Line
- 2015 Finalist Street Photography Award Lensculture[14]
- 2014 Finalist Miami Street Photography Festival
- 2013 Finalist Miami Street Photography Festival
- 2013 Finalist Fotoura Street Photography Award London
- 2012 Finalist International Street Photography Award London